# Боровёнка (станция)
Боровёнка — станция Октябрьской железной дороги на скоростной линии Санкт-Петербург — Москва. Расположена в границах одноимённого посёлка Боровёнка Окуловского муниципального района Новгородской области. Введена в эксплуатацию в 1851 году.

## Описание
Станция 5 класса, расположена на участке Чудово-Московское — Окуловка, на 231 километре двухпутной электрифицированной скоростной линии Октябрьской железной дороги Москва — Санкт-Петербург. Обслуживается линейными подразделениями Санкт-Петербургского территориального управления Октябрьской железной дороги, имеются две низкие пассажирские платформы.

## История
Станция, IV класса, была открыта  1 (13) ноября 1851 года, под названием - Боровенская, в составе Санкт-Петербурго-Московской железной дороги. Название станции происходит от реки Боровенке и было утверждено приказом МПС № 227 от 21 декабря 1850 года. После переименовании дороги 8 (20) сентября 1855 года, станция в составе Николаевской железной дороги, а в 1863 году  получила официальное название в создаваемой сети железных дорог - Боровенка.
Первоначально на станции было построено две каменные водонапорные башни ( одна из которых сохранились до наших дней ), две деревянные высокие платформы, по обеим сторонам от путей и деревянный пассажирский дом ( вокзал ) размером 4,6 х 3,5 саж ( 9,2 х 7 м ) с буфетом, кассами и общим залом ожидания.Во время правления Главным обществом российских железных дорог, с 1868 по 1893 годы, на станции был увеличен деревянный вокзал, с размера 4,5 х 3,6 саж до 7,70 х 3,60 саж ( 15,4х7,2 м),  к зданию вокзала были пристроены помещения телеграфа, конторы начальника станции и зал для пассажиров I и II классов.
В 1888-90х годах были удлинены платформы и построены отстойные резервуары канализации.
18 апреля ( 1 мая) 1912 года  Боровёнка была переименована в ст. Турцевич, в честь бывшего начальника Николаевской железной дороги И. А. Турцевича (1851—1911), однако с 15 ( 28 ) октября 1917 года станции было возвращено её историческое наименование.
С 27 февраля 1923 года, после переименовании дороги, станция в составе Октябрьской железной дороги, приказом НКПС № 1028 от 20 августа 1929 года станция в составе Октябрьских железных дорог, с 1936 года станция в составе Октябрьской железной дороги.
Согласно тарифному руководству № 4 от 1965 года, станция производит операции по приёму и выдачи повагонных грузов, допускаемых к хранению на открытых площадках, по хранению грузов повагонными и мелкими отправками, загружаемых целыми вагонами на подъездных путях и местах необщего пользования, продажа билетов на все пассажирские поезда, приём и выдача багажа.
В 1971 году присвоен код ЕСР № 0636, 1975 году присвоен новый код ЕСР № 06360., с 1985 года  код АСУЖТ (ЕСР) № 041104.
В 1982 году станции присвоен код Экспресс-2 № 20585, с 1994 года новый код Экспресс-3 № 2004585.
В 1903 году от станции был проложен подъездной путь в балластный карьер длиной 457 сажень ( 914 м ), согласно информации на 1922 год по ведомости хозяйственных ветвей Николаевской жд имеется линия Боровенка - карьер б Зубова без указания расстояния. На топографических картах 1970х годов от станции указаны подъездные пути: в песочный карьер, к пилораме и к электроподстанции „Боровёнка“. На топографических картах 1980х годов подъездной путь в песчаный карьер - разобран.

В 2018 году, на перегоне Боровёнка — Торбино были установлены новейшие электронно-акустические комплексы по отпугиванию животных. В отличие от других видов защиты, эта система позволяет не нарушать пути миграции животных, как это случается при постройке ограждений. Зона действия каждого комплекса — до 3 километров. При приближении поезда система воспроизводит лай собак, рычание хищников, крики птиц. Акустическая система включается только на время приближения и прохождения состава на участке перехода. Для этого в систему передаётся поездное положение из аппаратно-программного комплекса диспетчерского контроля

### Происшествия и катастрофы
25 марта 2003 года на перегоне Боровёнка — Окуловка полностью сгорел вагон электропоезда. О пострадавших не сообщалось.
9 февраля 2005 года в 01 час 30 минут на перегоне Боровёнка — Окуловка под одним из вагонов поезда № 25 Санкт-Петербург — Москва заклинило редуктор колёсной пары, и она 13 километров прошла юзом. О происшествии сообщил машинист встречного поезда. Схода вагона с рельсов не произошло, пострадавших не было. График движения поездов по главному ходу был восстановлен лишь к 6 часам утра.

## Пассажирское движение
На станции останавливаются все пригородные и скоростные поезда «Ласточка», следующие по маршруту Бологое — Санкт-Петербург, а также часть поездов дальнего следования, направлением на Санкт-Петербург, Москву, Астрахань. Имеются две низкие пассажирские платформы с гравийным покрытием.